# Поляково (озеро)
Поляково, И́ляла́хти (фин. Ylälahti) — пресноводное озеро на территории Хаапалампинского сельского поселения Сортавальского района Республики Карелии.

## Физико-географическая характеристика
Располагается на высоте 5,2 метров над уровнем моря.
Форма озера продолговатая: оно вытянуто с запада на восток. Берега каменисто-песчаные, местами заболоченные.
Через озеро течёт река, несущая воды озёр Куоккаярви, Лавиярви, Латваярви, Питкяярви и Пойкелусъярви и впадающая в Ладожское озеро.
Острова на озере отсутствуют.
К юго-востоку от озера расположен посёлок Мейери, через который проходит трасса А121 («Сортавала»).
Название Илялахти переводится с финского языка как «верхний залив».